# Simmern/Hunsrück
Simmern/Hunsrück ist Kreisstadt des Rhein-Hunsrück-Kreises und einer der beiden Verwaltungssitze der Verbandsgemeinde Simmern-Rheinböllen. Simmern ist gemäß Landesplanung als Mittelzentrum ausgewiesen.

## Geographie

### Lage
Simmern liegt, tangiert vom 50. Breitengrad, in der Mittelgebirgslandschaft des Hunsrücks in der sogenannten Simmerner Mulde. Der alte Stadtkern befindet sich in der Tallage des Simmerbachs, die neueren Stadtteile breiten sich auf den umliegenden Höhen aus. Der Külzbach mündet am westlichen Stadtrand in den Simmerbach. Östlich der Stadt findet man ein Naherholungsgebiet mit dem künstlich angelegten Simmersee. Südlich der Stadt beginnen die Erhebungen des Soonwaldes mit einem Teil des Simmerner Stadtwaldes.
Die Fläche der Stadt beträgt 1196 ha. Touristisch interessant ist Simmern wegen des hohen Natur- und Freizeitwertes, die zentrale Lage zur Mosel, zum Mittelrhein und zur Nahe, die jeweils etwa 25 km entfernt sind, lässt Tagestouren zu weiteren Nahzielen zu. Viele tief eingeschnittene Täler verbinden die Hunsrück-Hochfläche mit den Flusstälern und können erwandert werden.

### Stadtgebiet
Zum Stadtgebiet von Simmern gehören auch die Wohnplätze Domäne, Eichenhof, Haus Bergschlößchen (ehemalige Brauerei), Haus Hunsrück, Haus Seeberg, Haus Vogelsang, Marienhof, Marthahof (Schafhof), Reginahof, Römerhof, Schießstand, Sonnenhof, Waldhof und Rheinbacherhöfe.

### Klima
Der Jahresniederschlag beträgt 690 mm.

## Geschichte

### Name
Der Name Simmern stammt möglicherweise aus dem Mittelhochdeutschen Wort Semida (Simsen) (d/t im Hunsrückischen > r und e > i = Siemera in Verbindung mit (althochdeutsch) aha (Wasser)). Im Hunsrücker Dialekt werden Simsen heute noch Sieme genannt.
Den Namensbestandteil „Hunsrück“ trägt die Stadt seit dem 1. Juni 1980, um sie von anderen gleichnamigen Gemeinden zu unterscheiden.

### Mittelalter und frühe Neuzeit

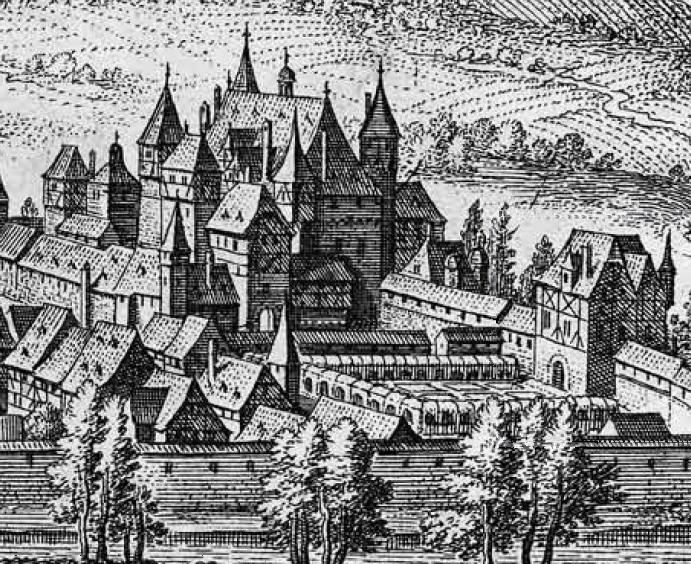
Schloss Simmern in der Darstellung von Matthäus Merian aus dem Jahre 1648

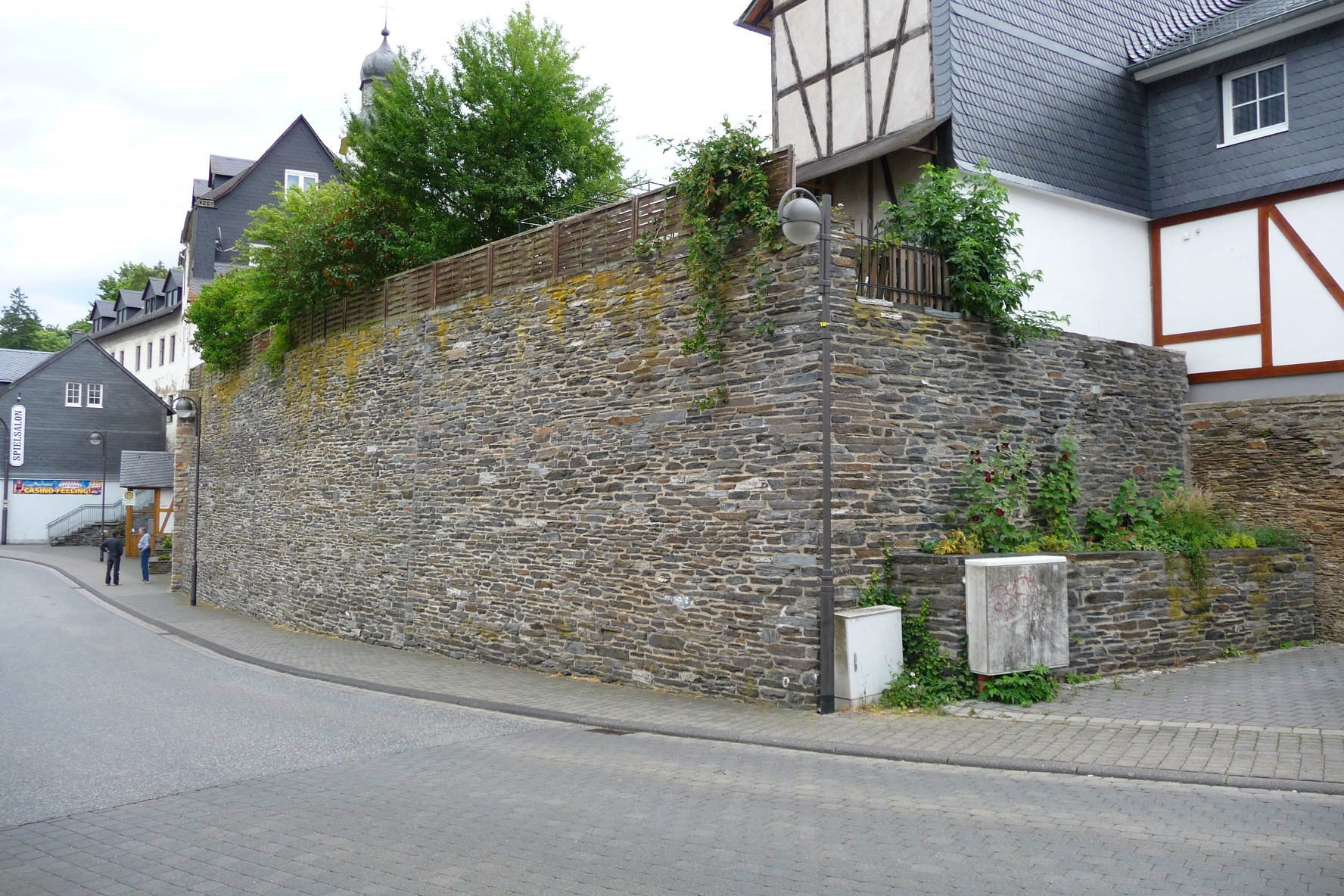
Reste der mittelalterlichen Stadtmauer

Simmern wird 1072 erstmals urkundlich erwähnt, das Stadtgebiet war aber bereits in der Römerzeit besiedelt. Nennungen vor dem 11. Jahrhundert lassen sich nicht sicher zuordnen, bzw. bezeichnen den Simmerbach. Simmern lag an der wichtigen Heerstraße Bingen–Trier. Es gehörte zunächst den Nahegaugrafen, später wurde es Besitz der Raugrafen. 1311 wird Simmern als luxemburgisches Lehen genannt, 1323/1330 erfolgt eine Übertragung der Lehenshoheit von der Grafschaft Luxemburg an das Erzstift Trier. Vielleicht unter Vermittlung von Erzbischof Balduin erhielt Simmern 1330 das Stadtrecht durch Kaiser Ludwig den Bayern. Die Wochen- und Jahrmärkte der Stadt zogen alsbald Händler des gesamten Hunsrücks an und sorgten für ein Aufblühen von Handel und Gewerbe. Mit dem Stadtrecht verbunden war das Recht zur Befestigung mit einer Stadtmauer, die mit einer Reihe von Türmen und Toren versehen war. Noch im 14. Jahrhundert kam Simmern an die Pfalzgrafen aus dem Hause Wittelsbach. 1377 ist letztmals eine Trierer Lehenshoheit über Simmern bezeugt, später taucht eine solche nicht mehr auf.
Die pfälzischen Wittelsbacher spalteten sich 1410 nach dem Tod Ruprechts III., der auch die deutsche Königskrone innehatte, in mehrere Linien auf, darunter die Linie Pfalz-Simmern, die ihre Residenz in der Stadt nahm. Zu nennen sind die Herzöge Stefan von Pfalz-Simmern-Zweibrücken, Friedrich I. von Pfalz-Simmern, Johann I. und vor allem Johann II. Dieser regierte in Simmern von 1509 bis 1557, war humanistisch und künstlerisch gebildet, ließ eine erste Druckerei in der Stadt errichten und förderte insbesondere die Bildhauerkunst. Johann II. war den Ideen der Reformation gegenüber aufgeschlossen, aber erst seine Söhne führten die Reformation ein, was zu Spannungen mit den umgebenden Erzbistümern Trier und Mainz führte. Auf Johann II. folgte sein ältester Sohn und spätere Pfalzgraf und Kurfürst Friedrich III., genannt „der Fromme“, der 1563 zum Calvinismus wechselte und eine führende Rolle in der Reichspolitik spielte. Im Jahre 1559 folgte die Linie Pfalz-Simmern der erloschenen Hauptlinie der Pfalz mit der Kurwürde in Heidelberg nach. Die Brüder Friedrichs III., Georg und Reichard, beendeten die Linie der Herzöge von Pfalz-Simmern, deren Besitz nach Reichards Tod 1598 wieder an das Kurfürstentum unter Friedrich IV. zurückfiel.

### Kriege um die Pfalz
Friedrichs IV. Sohn Friedrich V. trug mit seiner Kandidatur für den böhmischen Königsthron als „Winterkönig“ mit dazu bei, dass der Dreißigjährige Krieg auch seine Besitzungen in der Rheinpfalz erfasste. Diese waren inzwischen mit Begründung der jüngeren Linie Pfalz-Simmern durch seinen Bruder Ludwig Philipp 1611 erneut geteilt worden, doch fällt auch diese mit dem Tod von dessen Sohn Ludwig Heinrich 1673 wieder an die Hauptlinie unter Karl I. Ludwig zurück, der im Westfälischen Frieden die Kurwürde zurück erlangte. Während des Dreißigjährigen Krieges wurde Simmern 1620 von spanischen Truppen unter Spinola erobert. 1631 verdrängten die Schweden die spanische Besatzung. Dank seiner Befestigungen konnte die Stadt die Kriegswirren relativ unbeschädigt überstehen. Doch kam es durch den Tod des Sohnes von Karl I., Karl II. zu neuen Wirren, da mit ihm die Linie der pfälzischen Wittelsbacher ausstarb und Frankreich Besitzrechte anmeldete. Liselotte von der Pfalz, Schwester Karls II. und in den Augen der Franzosen erbberechtigt, war mit Philipp I. von Orléans verheiratet, dem Bruder Ludwigs XIV.; da aber auch die wittelsbacher Linie Pfalz-Neuburg Ansprüche auf das Simmerner Erbe erhob, brach 1688 der Pfälzer Erbfolgekrieg aus, in dessen Verlauf die Franzosen weite Gebiete der Pfalz verwüsteten.

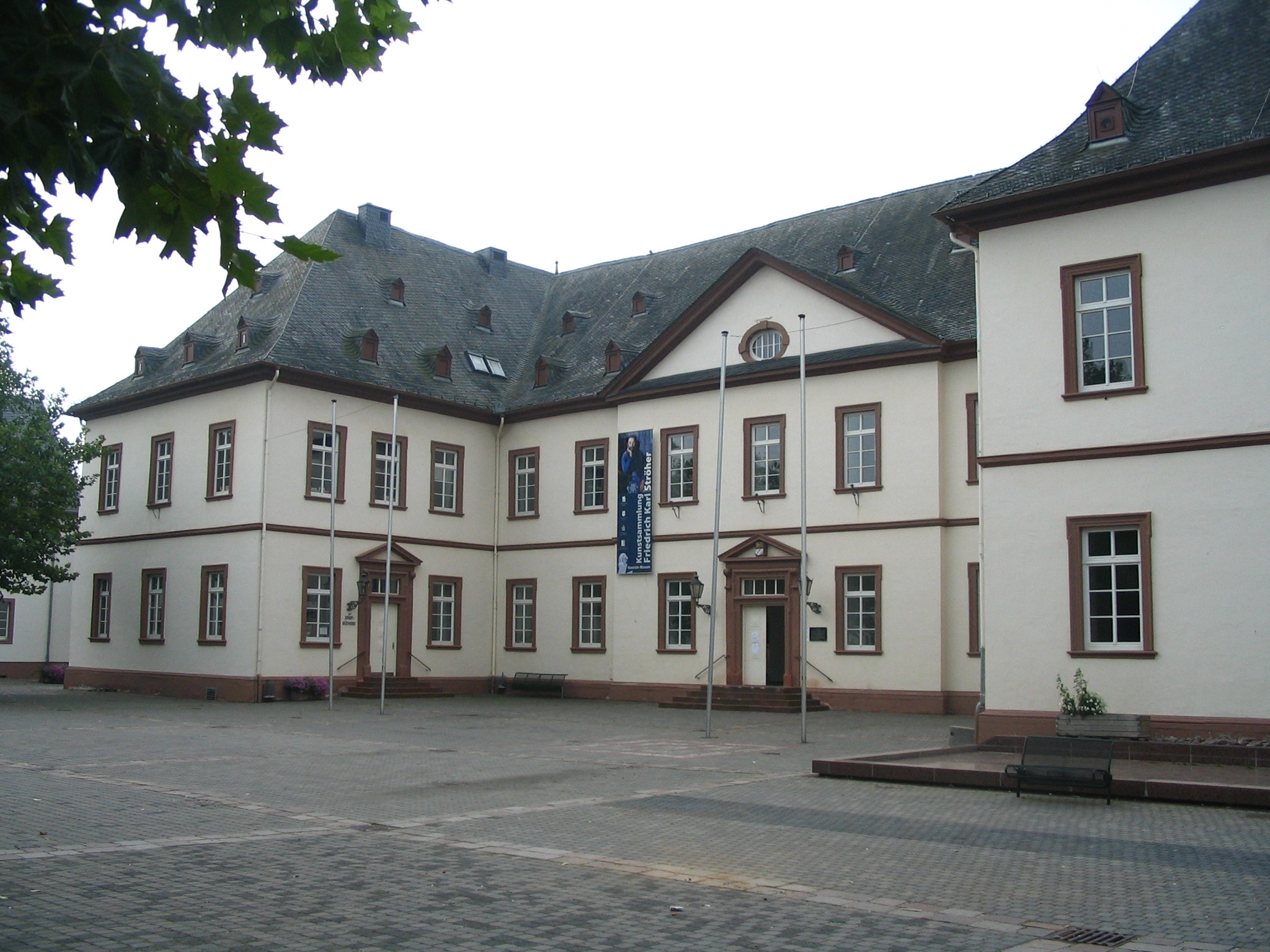
Neues Schloss Simmern, erbaut 1708 bis 1713 als Sitz des pfälzischen Oberamtmannes

1685 war das Herzogtum Simmern wie auch die Kurpfalz an die Linie Pfalz-Neuburg gefallen. Diese führte das katholische Bekenntnis wieder ein und rief 1686 den Bopparder Karmel zur Betreuung der Katholiken in Stadt und Oberamt Simmern. Mit Hilfe der Familie Schenk von Schmidtburg gründeten die Karmeliter in Simmern eine Niederlassung und übernahmen in der Stadt und zusammen mit den Kreuznacher Kapuzinern im Oberamt die Pfarrseelsorge. Die Stadt Simmern selbst war kurz zuvor von zahlreichen Hugenotten, die der religiösen Verfolgung in Frankreich entflohen waren, regelrecht überflutet worden. 1688 besetzten französische Truppen Simmern im Zuge des Pfälzischen Erbfolgekrieges. Im Laufe des Jahres 1689 wurde mit der Zerstörung der Stadtbefestigung begonnen. Der große Stadtturm auf dem Römerberg wurde gesprengt. Schließlich steckten französische Truppen am 17. September 1689 Stadt und Schloss in Brand. Das Schloss wurde, ebenso wie das in Heidelberg, zur Ruine, lediglich Stefanskirche, der Pulverturm (der spätere Schinderhannesturm) und eine Handvoll Häuser überstanden die Katastrophe. Immerhin blieb die Pfalz infolge des Friedens von Rijswijk wittelsbachisch. Im 18. Jahrhundert war Simmern nur noch Sitz eines pfälzischen Oberamts, da die Kurfürsten in Mannheim residierten.

### 18. bis 20. Jahrhundert

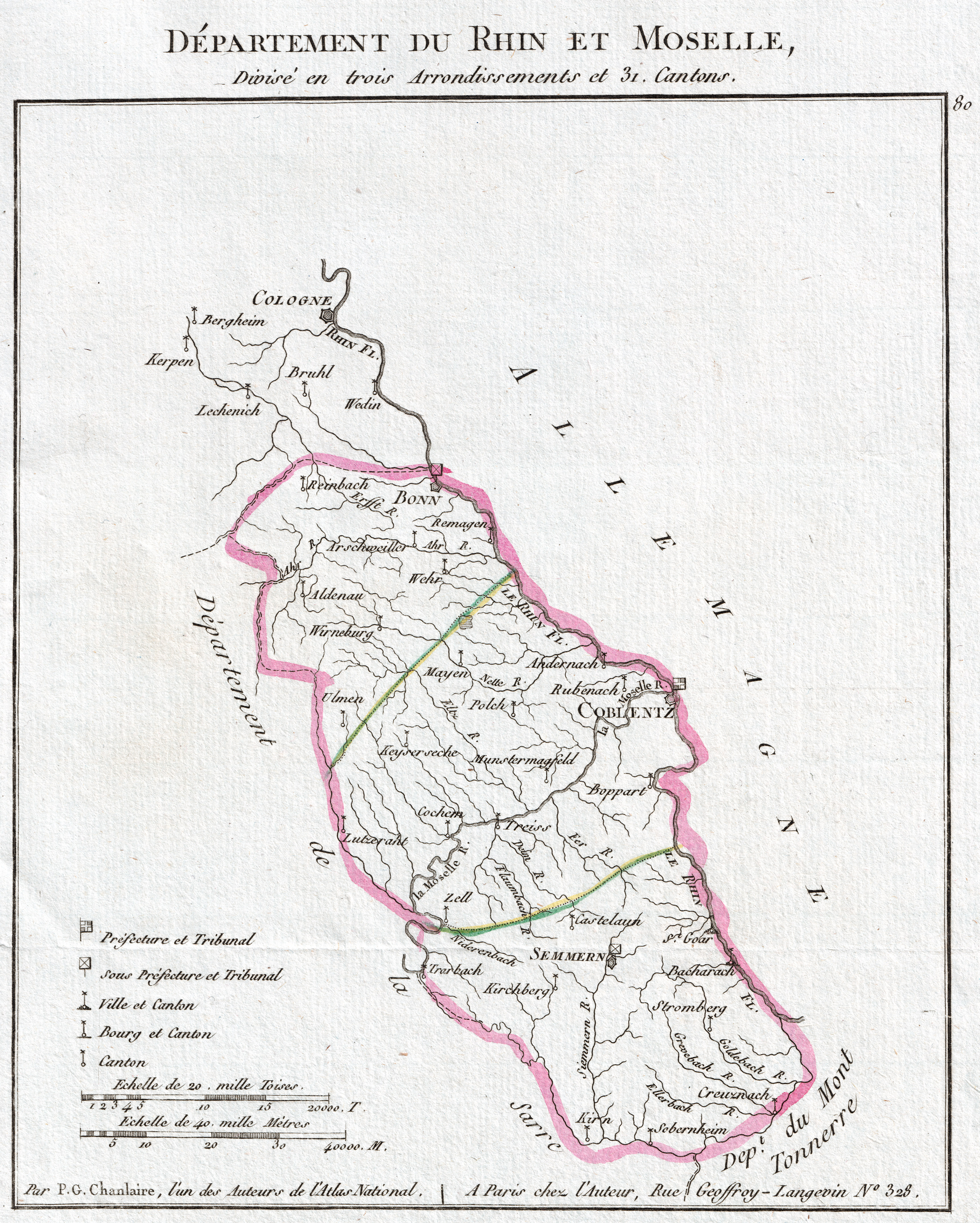
Karte des Departments Rhin-et-Moselle

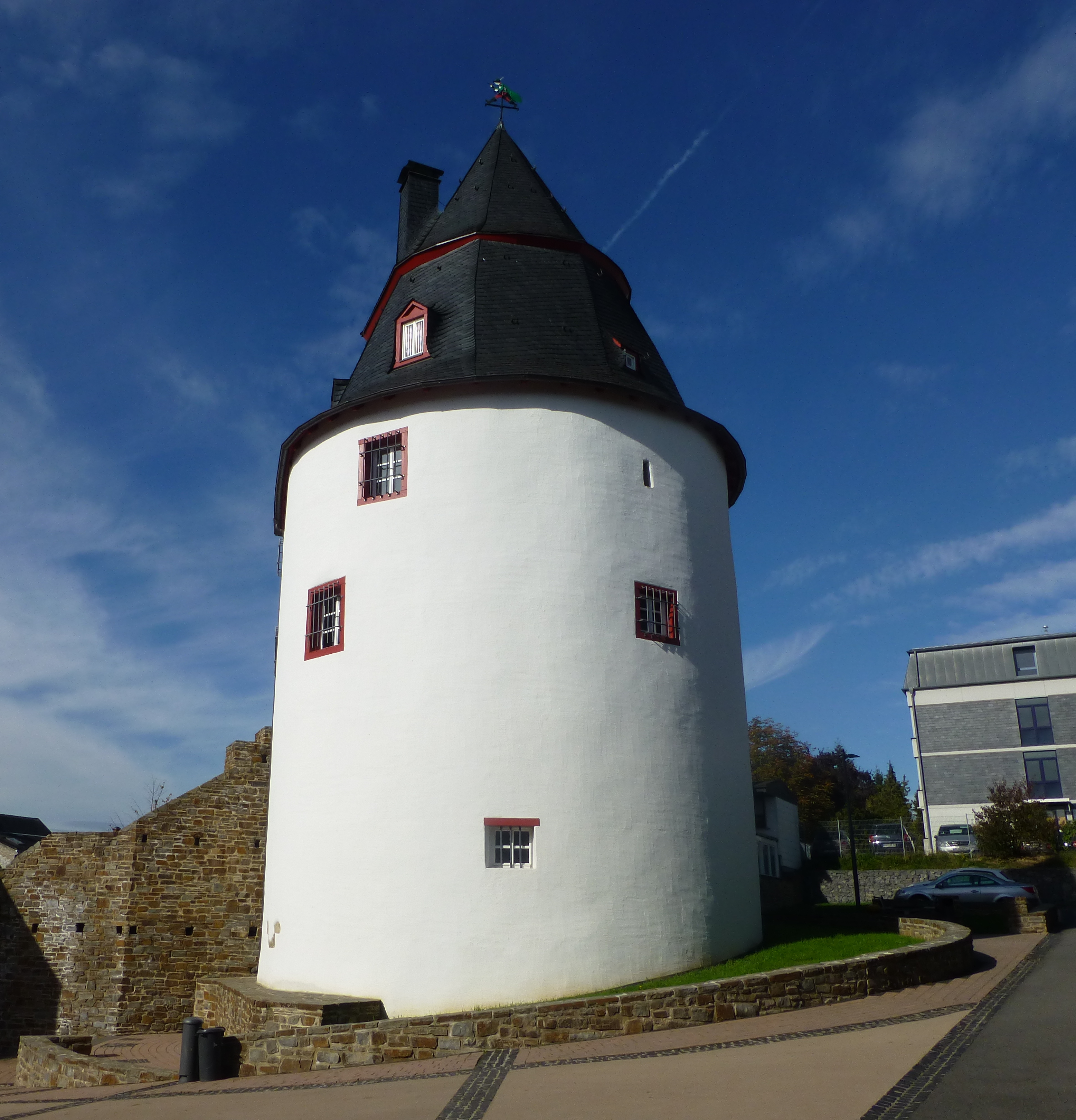
Schinderhannesturm

Nach der Besetzung des Linken Rheinufers (1794) durch französische Revolutionstruppen gehörte der Ort von 1798 bis 1814 zum Rhein-Mosel-Departement. Simmern wurde Hauptort eines Arrondissements und eines Kantons. Bei den regelmäßigen Patrouillen der neu gegründeten Nationalgendarmerie wurde der später als Räuber bekannte Johannes Bückler, genannt „Schinderhannes“, gefangen, der zu dieser Zeit noch als kleiner Viehdieb in Hunsrück und Nordpfalz aktiv war. 1799 verbrachte er ein halbes Jahr im heutigen Schinderhannes-Turm in Simmern, von wo ihm aber die Flucht gelang. 1804 weilte Kaiser Napoleon I. in der Stadt, die mittlerweile auch eine Stadtverwaltung nach französischem Recht erhalten hatte.
Aufgrund der auf dem Wiener Kongress (1815) getroffenen Vereinbarungen wurde die Region dem Königreich Preußen zugeordnet. Unter der preußischen Verwaltung ging der Kanton Simmern im 1816 neu gebildeten Kreis Simmern im Regierungsbezirk Koblenz auf.
Die Situation der Stadt, die doch etwas abseits der Zentren der Industrialisierung lag, war im 19. Jahrhundert nicht leicht, zumal es 1845 auch noch zu Kartoffelfäule und Missernten kam, woraufhin viele Bewohner nach Amerika auswanderten.
Im Ersten Weltkrieg war Simmern wichtiger Stützpunkt der Etappe der Westfront. In der Zwischenkriegszeit litt die Stadt, die zudem bis 1930 erneut französisch besetzt war, unter der wirtschaftlichen Situation jener Zeit.
Am 1. Juli 1920 fielen in der Umgebung von Simmern drei Bruchstücke eines Meteoriten herab, die insgesamt 1222 Gramm wogen. Der Meteorit wurde als Chondrit vom Typ H5 klassifiziert.
Im Zweiten Weltkrieg kam es erneut zu Verwüstungen. Im März 1945 wurde Simmern von US-amerikanischen Truppen besetzt, dann mit der Pfalz der französischen Besatzungszone zugeschlagen und gehört seit 1946 dem Land Rheinland-Pfalz an.
Am 15. April 1999 wurde ein Gebietstausch mit der Gemeinde Mutterschied durchgeführt, wodurch mehrere Einwohner die Gemeindezugehörigkeit wechselten.

### Bevölkerungsstatistik
Die Entwicklung der Einwohnerzahl von Simmern, die Werte von 1871 bis 1987 beruhen auf Volkszählungen:
| Simmern/Hunsrück: Einwohnerzahlen von 1815 bis 2023 | Simmern/Hunsrück: Einwohnerzahlen von 1815 bis 2023 | Simmern/Hunsrück: Einwohnerzahlen von 1815 bis 2023 | Simmern/Hunsrück: Einwohnerzahlen von 1815 bis 2023 | Simmern/Hunsrück: Einwohnerzahlen von 1815 bis 2023 |
| --------------------------------------------------- | --------------------------------------------------- | --------------------------------------------------- | --------------------------------------------------- | --------------------------------------------------- |
| Jahr                                                |                                                     |                                                     |                                                     | Einwohner                                           |
| 1815                                                | 1815                                                |                                                     | 1.907                                               | 1.907                                               |
| 1835                                                | 1835                                                |                                                     | 2.697                                               | 2.697                                               |
| 1871                                                | 1871                                                |                                                     | 2.351                                               | 2.351                                               |
| 1905                                                | 1905                                                |                                                     | 2.414                                               | 2.414                                               |
| 1939                                                | 1939                                                |                                                     | 3.712                                               | 3.712                                               |
| 1950                                                | 1950                                                |                                                     | 4.322                                               | 4.322                                               |
| 1961                                                | 1961                                                |                                                     | 5.248                                               | 5.248                                               |
| 1970                                                | 1970                                                |                                                     | 5.507                                               | 5.507                                               |
| 1987                                                | 1987                                                |                                                     | 6.145                                               | 6.145                                               |
| 1997                                                | 1997                                                |                                                     | 7.690                                               | 7.690                                               |
| 2005                                                | 2005                                                |                                                     | 7.846                                               | 7.846                                               |
| 2011                                                | 2011                                                |                                                     | 7.613                                               | 7.613                                               |
| 2017                                                | 2017                                                |                                                     | 7.987                                               | 7.987                                               |
| 2023                                                | 2023                                                |                                                     | 8.155                                               | 8.155                                               |
|                                                     |                                                     |                                                     |                                                     |                                                     |

### Konfessionsstatistik
Gemäß dem Zensus 2011 waren 43,9 % der Einwohner evangelisch, 31,4 % römisch-katholisch und 24,6 % waren konfessionslos, gehörten einer anderen Glaubensgemeinschaft an oder machten keine Angabe.  Der Anteil der Protestanten und Katholiken an der Gesamtbevölkerung ist seitdem beträchtlich gesunken. Mit Stand September 2024 waren von den Einwohnern 31,4 % evangelisch, 22,8 % katholisch und 45,9 % waren konfessionslos oder gehörten einer anderen Glaubensgemeinschaft an.

## Politik

### Stadtrat
Der Stadtrat in Simmern/Hunsrück besteht aus 24 Ratsmitgliedern, die bei der Kommunalwahl am 9. Juni 2024 in einer personalisierten Verhältniswahl gewählt wurden, und dem ehrenamtlichen Stadtbürgermeister als Vorsitzendem.
Die Sitzverteilung im Stadtrat:
| Wahl | SPD | CDU | Grüne | FDP | aSL | Gesamt   |
| ---- | --- | --- | ----- | --- | --- | -------- |
| 2024 | 5   | 9   | 3     | 2   | 5   | 24 Sitze |
| 2019 | 6   | 9   | 3     | 2   | 4   | 24 Sitze |
| 2014 | 6   | 11  | 2     | 1   | 4   | 24 Sitze |
| 2009 | 6   | 10  | 2     | 2   | 4   | 24 Sitze |
| 2004 | 6   | 12  | 1     | 1   | 4   | 24 Sitze |

- aSL = anStadt Liste e. V.

### Bürgermeister
- 1949–1966: Fritz Vollbracht
- 1966–1975: Kurt Schöllhammer
- 1975–1977: Albert Lax
- 1977–1979: Karl Windhäuser
- 1979–1987: Wolfram Berg
- 1999–2009: Manfred Faust
- seit 2009:00 Andreas Nikolay

Bei der Kommunalwahl am 26. Mai 2019 wurde Andreas Nikolay als CDU-Kandidat mit einem Stimmenanteil von 67,90 % in seinem Amt bestätigt. Bei der Bürgermeisterwahl am 9. Juni 2024 trat er als unabhängiger Kandidat an und setzte sich mit 63,7 % gegen seine Mitbewerber Astrid Bach (SPD) und Daniela Lukas-von Nievenheim (Grüne) im ersten Wahlgang durch.

### Wappen
| Wappen von Simmern/Hunsrück | Blasonierung: „Geteilt; oben in Schwarz ein schreitender rot gekrönter und bewehrter goldener (gelber) Löwe; unten schräggerautet (-geweckt) in Silber (Weiß) und Blau.“                                                                                                   |
| Wappen von Simmern/Hunsrück | Wappenbegründung: Das Wappen verweist auf den Pfälzer Löwen und die ab 1358 herrschenden Wittelsbacher Stadtherren, die die (weiß-blauen) bayerischen Wecken im Wappen führten. Das Wappen wurde 1901 genehmigt und bezieht sich auf das älteste Siegel, datiert vor 1400. |

### Partnerstädte
1. Migennes in der Region Burgund, Frankreich, seit 1969
2. Igrejinha im Bundesstaat Rio Grande do Sul, Brasilien, seit 2013
3. Mänttä-Vilppula in Finnland, seit dem 7. Mai 2019
4. Roeser in Luxemburg, seit dem 28. September 2019

## Kulturdenkmäler und Sehenswürdigkeiten

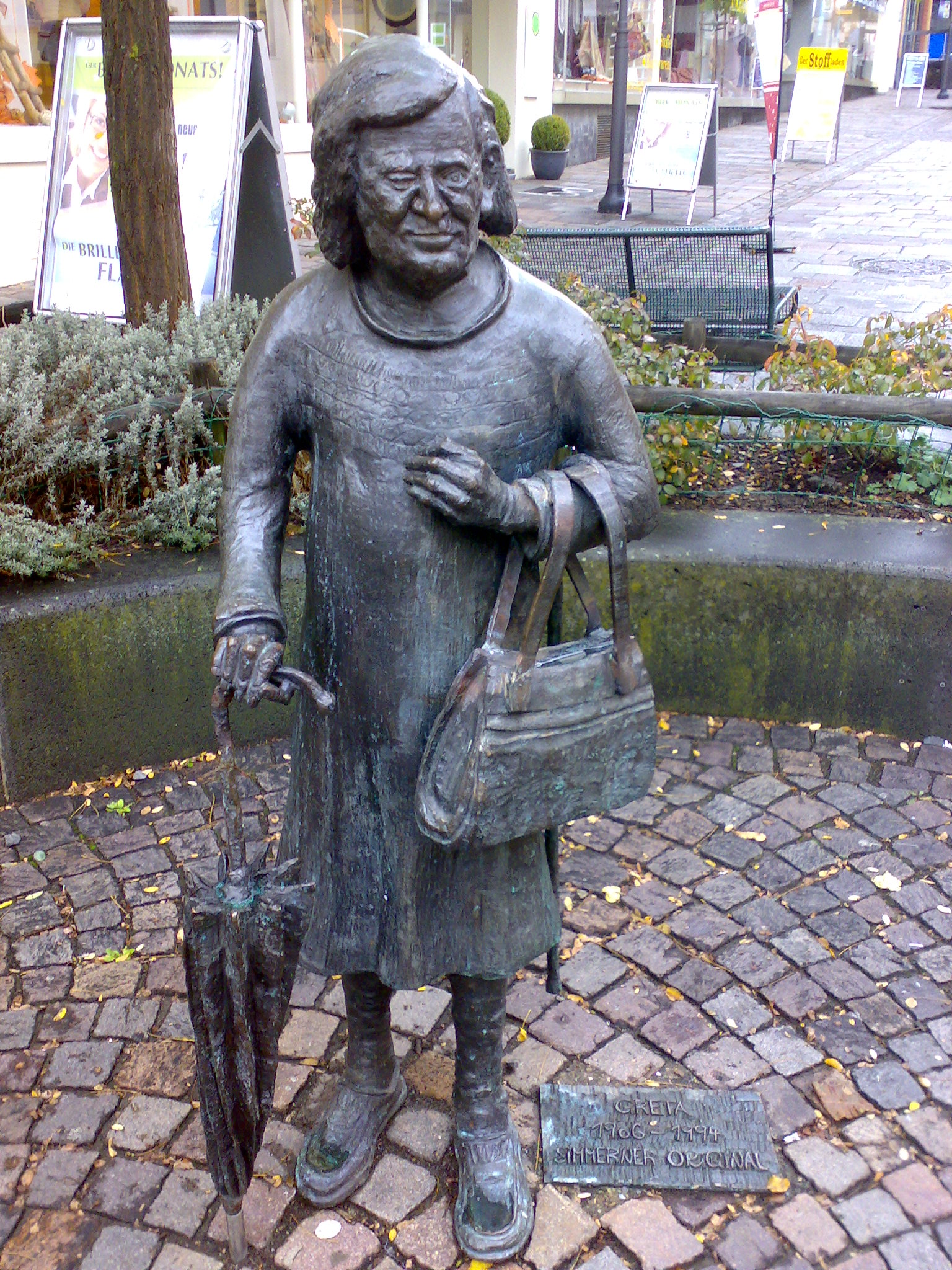
Plastik des Simmerner Originals Margarete Scherschlicht, genannt „Greta“, in der Fußgängerzone.

- Stephanskirche: Spätgotische evangelische Kirche, erbaut unter Herzog Johann I. 1486 bis 1510 als Erweiterungsbau einer älteren Anlage, deren Überreste sich unter dem Turm noch nachweisen lassen. Am südlichen Seitenschiff befindet sich die St.-Anna-Kapelle mit den Grabdenkmälern der Simmerner Herzöge. Weitere Epitaphien befinden sich im Chor der Kirche, sie gehören zu den berühmtesten Zeugnissen der Renaissancekultur zwischen Mainz und Trier. Die Bildhauerarbeiten werden der Werkstatt des Koblenzer Bildschnitzers Jakob Kern (oder Kerre) zugeordnet, einem Schüler von Hans Backoffen (um 1520), des Weiteren Johann von Trarbach (1530–1586)[20] und einem bislang unbekannten Meister aus Simmern. Unter dem Glockenturm ist eine weitere Gruft mit den Särgen des letzten Simmerner Fürstenpaars (Herzog Ludwig Heinrich, † 1674 und Maria von Oranien, † 1688). Die historische Orgel von 1776 stammt aus der Werkstatt der Sulzbacher Orgelbauer- Familie Stumm. Hinter der Stephanskirche befand sich die Heiligkreuzkapelle, die an die Nordecke der alten Stadtbefestigung grenzte. Der sich anschließende Kirchhof wurde 1564 geschlossen, den Katholiken zugesprochen und seit 1813 nicht mehr genutzt.

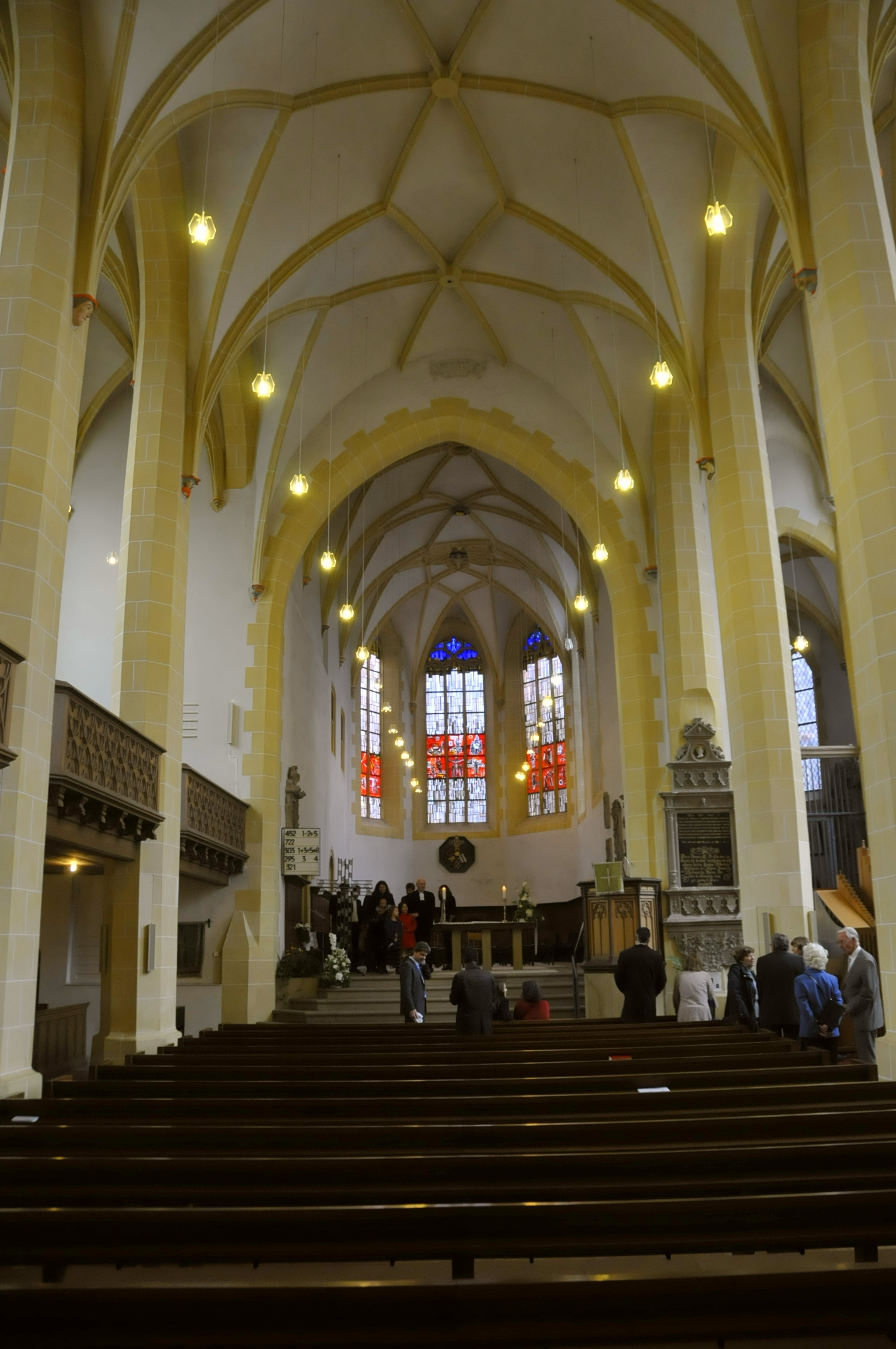
Inneres der Stephanskirche
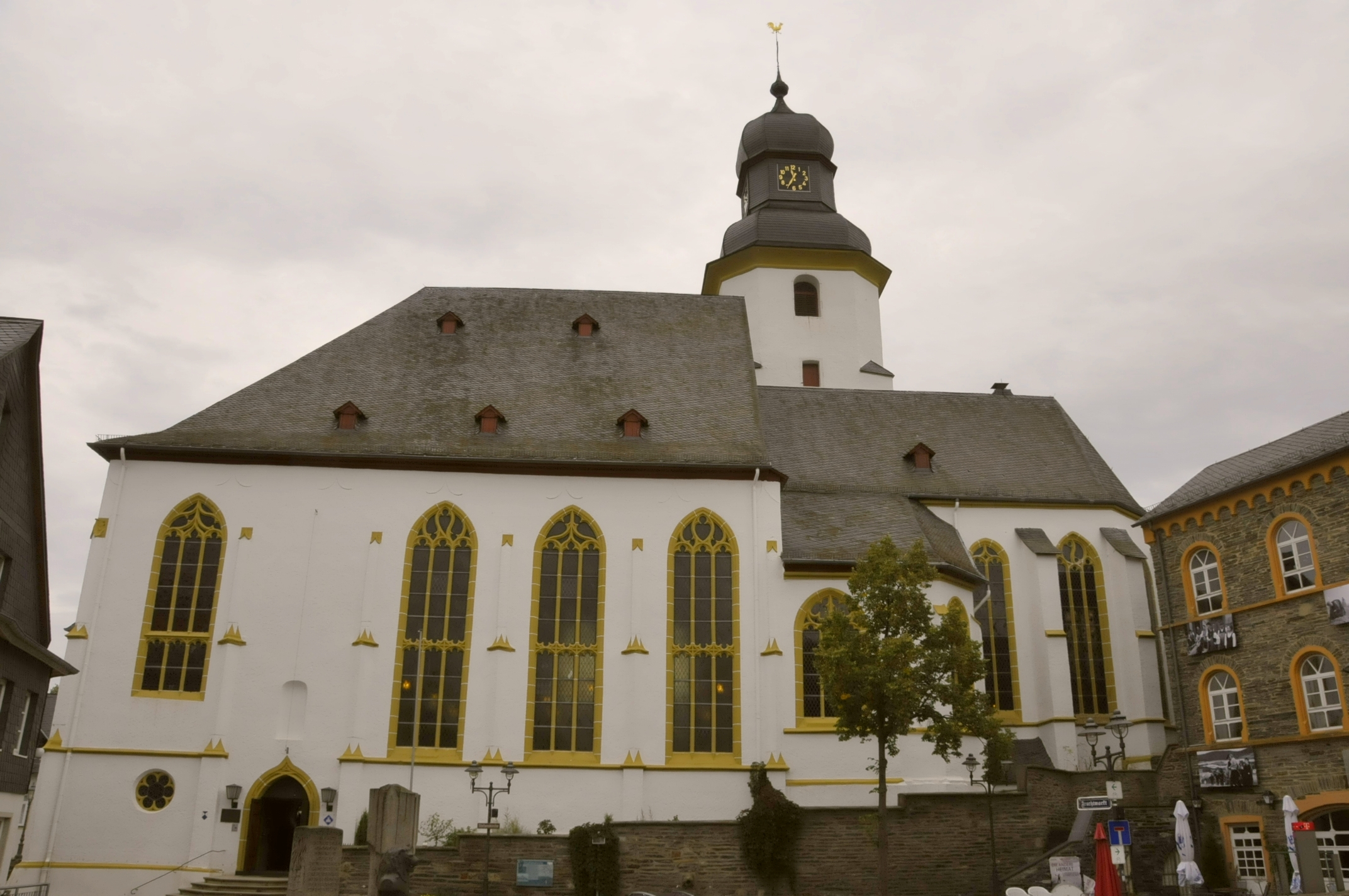
Stephanskirche

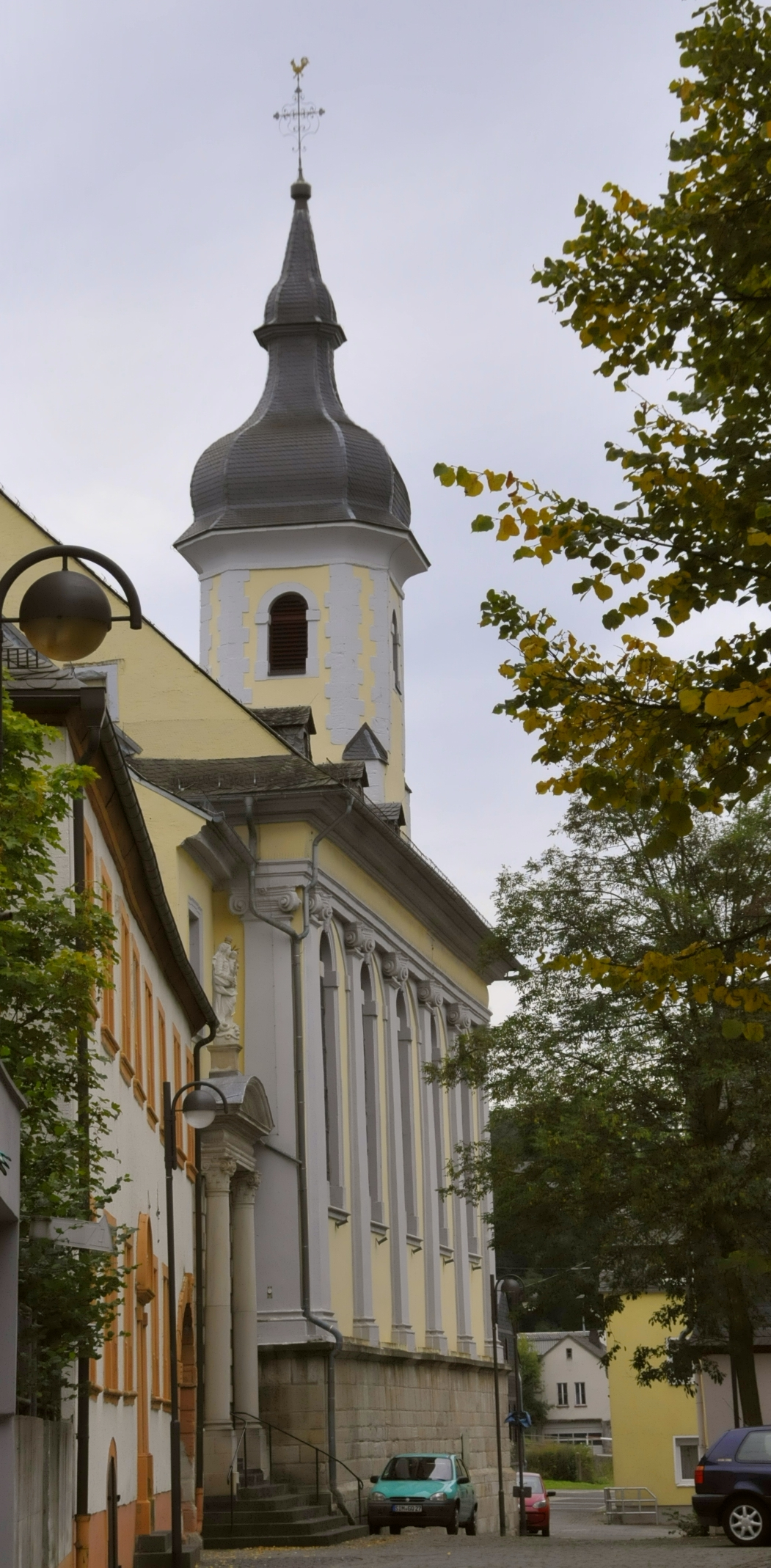
St.-Josefs-Kirche

- Katholische Pfarrkirche St. Josef: Die barocke römisch-katholische Kirche wurde in den Jahren 1749–1752 nach der Erlaubnis von Kurfürst Karl Theodor von der Pfalz erbaut. Die Pläne dazu schuf der kurpfälzische Bau- und Werkmeister Johann Jakob Rischer. An den rechteckigen Langhaussaal schließt sich ein Halbkreischor an, an dessen Scheitel sich der haubengekrönte Glockenturm erhebt. Eine zweigeschossige Vorhalle mit Portal und Freitreppe verbindet die Kirche mit dem 1703/04 errichteten ehemaligen Karmeliterkloster, das heute als Pfarramt dient. Im Inneren verdienen die sehenswerten Deckenfresken (1752–1756) des Mannheimer Hofmalers Francesco Bernardini Erwähnung, die die Anbetung des Kindes darstellen. Der ursprüngliche Hochaltar, aufgestellt am 7. November 1753, wird dem Mannheimer Bildhauer Paul Egell (1691–1752; seit 1721 in Mannheim) zugeschrieben. Die Orgel wurde am 9. Oktober 1753 von der Orgelbauerfamilie Stumm aus Rhaunen geliefert. 2002 erfolgte die letzte Restaurierung der Kirche.
- Kulturzentrum im Schloss Simmern: Das neue Schloss wurde 1708 als Verwaltungsgebäude des Oberamtmannes erbaut. An gleicher Stelle stand die mittelalterliche Burg, die in der zweiten Hälfte des 15. Jahrhunderts als Residenz ausgebaut und 1689 zusammen mit der Stadt zerstört wurde. Es beherbergt heute:
  - Hunsrück-Museum Simmern
  - Friedrich-Karl-Ströher-Kunstsammlung (Hunsrück-Maler)
  - Trauzimmer des Standesamtes
  - Bücherei im Schloss
  - Tourist-Information
- Schinderhannesturm: im ehemaligen Pulvermagazin und Gefängnisraum an der äußeren ehemaligen Stadtmauer war unter anderem der Räuber Johannes Bückler, genannt Schinderhannes, gefangen. Schinderhannes wurde Ende Februar 1799 dort inhaftiert, konnte jedoch in der Nacht vom 19. auf den 20. August 1799 fliehen. Am 29. November 1798 war sein Kumpan, Johann Peter Petri, genannt Schwarzer Peter, aus dem bis dahin als ausbruchsicher geltenden Turm geflohen. Als eines der wenigen Gebäude Simmerns überstand der Turm den großen Brand von 1689. Aus dem Jahre 1750 stammt das steile barocke Kegeldach und die westliche Freitreppe. Heute findet der Besucher im mehrstöckig restaurierten Turm die Ausstellung Realität und Mythos des Schinderhannes mit zahlreichen originalen Ausstellungsstücken, teils aus dem persönlichen Besitz des Räuberhauptmanns. Auf dem Platz vor dem Turm erinnert eine Skulptur an einen Schweinediebstahl Schinderhannes' und eines Kumpans im Jahre 1797.
- Ein weiterer Turmrest befindet sich nördlich der Stephanskirche. Reste der mittelalterlichen Stadtmauer sind noch an der Koblenzer Straße zu sehen sowie am Ende der Mühlengasse, wo ein bisher durch Wohnhäuser verdeckter Teil freigelegt und saniert wurde.
- Restaurant Schwarzer Adler: Eines der wenigen Häuser, die von der Zerstörung der Stadt im Jahre 1689 verschont geblieben waren. Neben der Stephanskirche und dem Schinderhannesturm gehört es heute zu den ältesten Bauwerken der Stadt. Nach einem Brand ist jedoch nur noch der untere Teil mit Kellergewölbe historisch, darüber handelt es sich um Neubau.
- Weitere Sehenswürdigkeiten in der Verbandsgemeinde Simmern/Hunsrück:
  - Kulturhistorisches Museum in Neuerkirch
  - Kloster Ravengiersburg
  - Nunkirche (Sargenroth)
  - Wildburg (Sargenroth)
  - Bismarckturm (Sargenroth)
  - Historische Wassermühle von 1887 in Niederkumbd
  - Ehemaliger Friedhof Schönenberg (südlich von Riegenroth): Sandsteinkreuz, bezeichnet 1777

## Wirtschaft und Infrastruktur

### Verkehr

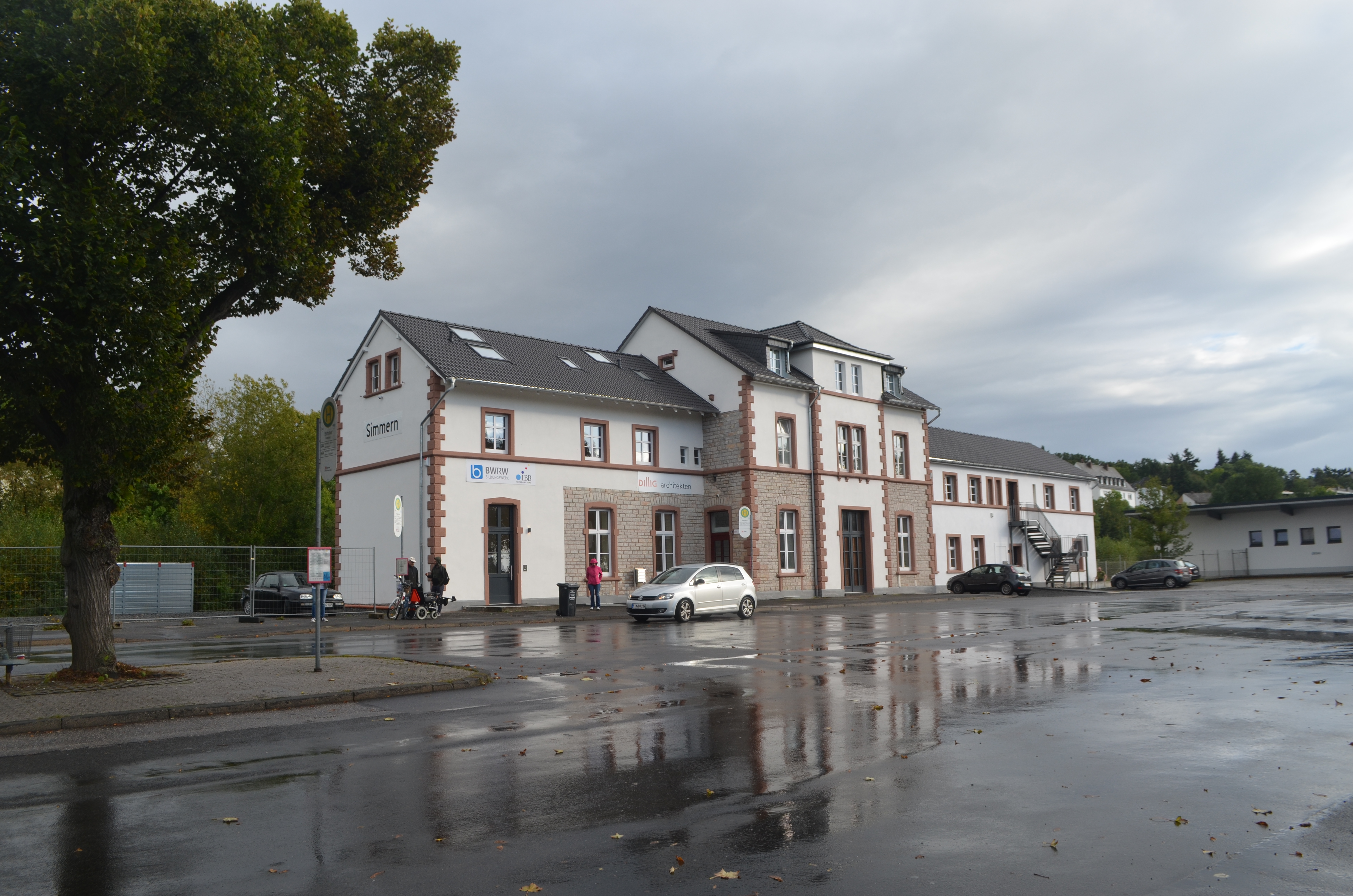
Empfangsgebäude des Bahnhofs

Die vierstreifig ausgebaute Bundesstraße 50, mit Anschluss an die A 61 bei Rheinböllen, verläuft südlich der Stadt. Der Bahnhof Simmern dient zurzeit nur als Busbahnhof, weil die Strecke der Hunsrückbahn Boppard – Simmern stillgelegt und abgebaut wurde und die Strecke der Hunsrückquerbahn Bingen am Rhein – Hermeskeil derzeit nicht befahren wird.

### Unternehmen

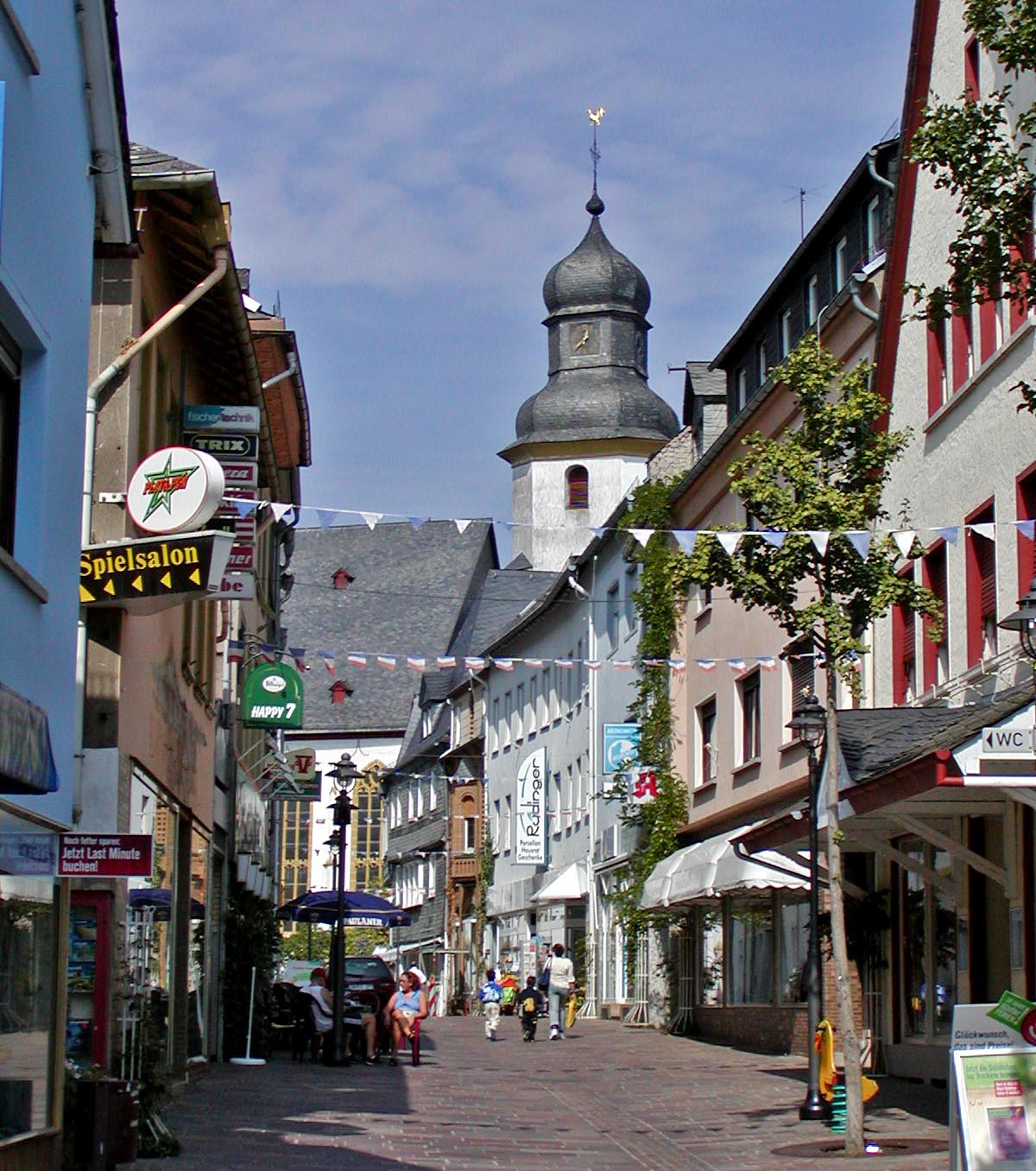
Geschäftsstraße Oberstraße

Zu den größeren Arbeitgebern der Stadt zählen: die Boge Elastmetall GmbH (ca. 500 Beschäftigte), die CompAir Drucklufttechnik (ca. 500 Beschäftigte), die Firma Pfefferkorn (Sektstopfenhersteller), die Deutsche Fertighaus Holding (Fertighausbau), die Zischka Textilpflege (Großwäscherei), der BS Sicherheitsdienst (Geld und Werttransport, Logistik), die Diakonie Kliniken Hunsrück und die DHL mit einer Logistikzentrale. Zudem befindet sich der Hauptsitz der Thomas-Gruppe in Simmern. Daneben gibt es mehrere Verbrauchermärkte und eine Vielzahl kleinerer Dienstleister. Simmern hat sich in den letzten Jahren zu einem regionalen Zentrum des Automobilhandels entwickelt.

### Öffentliche Einrichtungen
Die Stadt ist Sitz des Amtsgerichts Simmern/Hunsrück. Neben der Stadt- und Kreisverwaltung sind eine Reihe weiterer Dienststellen zu finden, unter anderem Finanz-, Forst-, Gesundheits- und Katasteramt, Polizei, Außenstelle der Industrie- und Handelskammer Koblenz, Kreishandwerkerschaft. Ferner ist Simmern Standort eines Technologie- und Gründerzentrums. Das Hunsrück-Museum dokumentiert die Stadtgeschichte und zeigt Gebrauchsgegenstände und Gemälde aus Stadt und Region. Auch ein Kino („Pro-Winz-Kino“) ist vorhanden. Neben dem VfR 1921 Simmern verfügt die Stadt über eine ganze Bandbreite anderer Vereine. Die Werbegemeinschaft Simmern attraktiv e. V. ist der Zusammenschluss von Gewerbetreibenden der Stadt. Sie haben sich zum Ziel gesetzt, den Einzelhandelsstandort zu stärken und die Stadt noch attraktiver für Bürger, Kunden und Besucher zu machen.

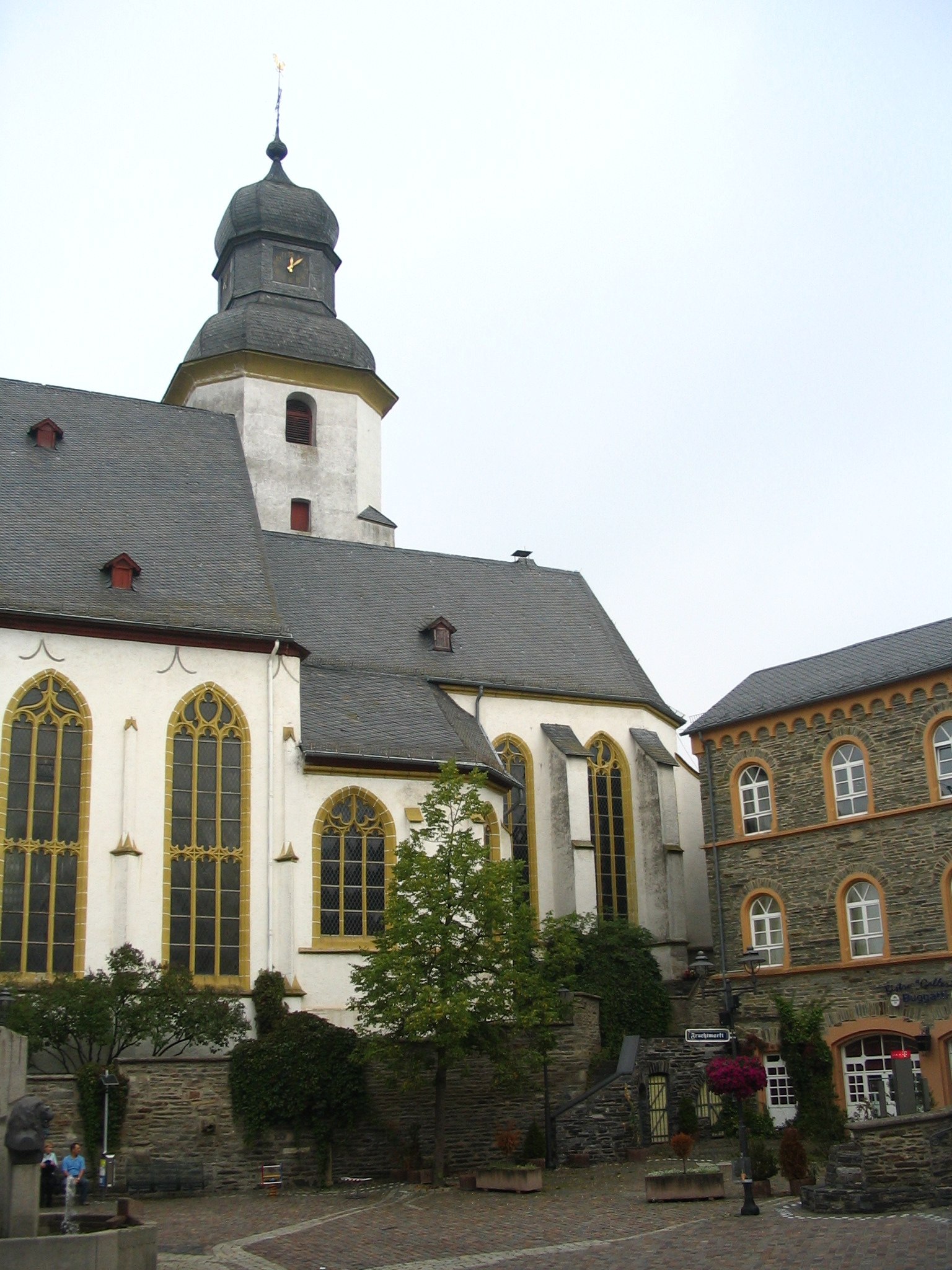
Stephanskirche und Fruchtmarktschule

### Bildung
An Bildungseinrichtungen existieren mit der Kurt-Schöllhammer-Grundschule und der Rottmannschule zwei Grundschulen sowie eine Realschule plus, das staatliche, mathematisch-naturwissenschaftliche Herzog-Johann-Gymnasium, die Berufsbildende Schule mit einem Wirtschaftsgymnasium, mehrere Fach- und Fachoberschulen und die Hunsrückschule für Lernbehinderte. Die Volkshochschule ist der Erwachsenenbildung verpflichtet.

### Freizeit
In Simmern gibt es ein Freizeit-Hallen- und Naturfreibad, ein Jugendcafé, einen Skaterpark Bikepark und ein Kino.
Am westlichen Stadtrand beginnt der Schinderhannes-Radweg. Er führt von dort durch das Külztal über Kastellaun nach Emmelshausen. In südlicher Richtung verläuft der Schinderhannes-Soonwald-Radweg, der Simmern mit dem Soonwald verbindet.

### Kultur
Das Hunsrück-Museum zeigt eine Dauerausstellung zur Stadt und Sonderausstellungen zu Kulturgeschichte der Region. Es betreibt mehrere Außenstellen. Im Schinderhannes-Turm wird die Geschichte des hier inhaftierten Räubers erzählt. Das Edgar-Reitz-Filmhaus widmet sich dem im Hunsrück gedrehten Filmepos Heimat von Edgar Reitz, das teilweise auch in Simmern selbst entstand. Davon ausgehend werden auch andere Werke thematisiert. 
Das Pro-Winzkino zeigt ein Mischprogramm vom Mainstream bis hin zum besonderen Film und mit zahlreichen Sonderveranstaltungen. Es veranstaltet auch zusammen mit der Stadt Simmern die Heimat Europa Filmfestspiele, die sich jährlich zwei Wochen im August dem modernen Heimatfilm widmen.
2007 und 2008 führte die Stadt erstmals Schinderhannesfestspiele durch. Zur Erstaufführung kam das Stück Der Ausbruch. Es zeichnete die abenteuerliche Flucht des Räuberhauptmannes aus dem ehemaligen Pulverturm der Stadt im August 1799 nach. Der Pulverturm galt eigentlich als ausbruchsicher. Heute heißt der Turm deshalb Schinderhannesturm. Im Jahr 2010 gab es zum dritten Mal Schinderhannesfestspiele, bei dem das Musical Julchen zur Uraufführung kam.

### Sport
In Simmern sind der VfR Simmern und der BGV Simmern die Sportvereine. Der VfR Simmern ist im Fußball als SG Soonwald/Simmern (einer Spielgemeinschaft mit Vereinen der Umgebung), Tischtennis (Regionalliga) und Handball als HSG Kastellaun/Simmern (einer Spielgemeinschaft mit dem TV Kastellaun 09) bekannt. Des Weiteren bietet der VfR Simmern auch Basketball, Schwimmen, Badminton und weitere Sportarten an. Im TC Sportpark Simmern spielt der Simmerner Tennisverein. Im Judoclub Nippon Simmern, 1960 als eine Abteilung im VfR entstanden und 1976 selbständig geworden, werden Judo und Tai Chi betrieben.

## Persönlichkeiten

### Ehrenbürger
- Günter Felke (1929–2005), Unternehmer und Kulturförderer, 1987 ausgezeichnet mit dem Ehrenschild, ab 1994 Träger der Ehrennadel und ab 2000 Ehrenbürger der Stadt Simmern.[23]
- Edgar Reitz (* 1932), Filmregisseur, drehte in Simmern Teile des Films Die Reise nach Wien sowie einige Szenen für Heimat – Eine deutsche Chronik und Heimat 3 – Chronik einer Zeitenwende. Edgar Reitz ist seit 2002 Ehrenbürger der Stadt.[24]
- László Gilányi (1942–2011), Mitbegründer und Vorsitzender des Regionalrates Wirtschaft, Förderer von Kultur, Sport und Tourismus; seit 2010 Ehrenbürger der Stadt Simmern.[25]
- Dorothee Oberlinger (* 1969), Blockflötenvirtuosin, Dirigentin und Professorin am Salzburger Mozarteum, in Simmern aufgewachsen, seit 2016 Ehrenbürgerin der Stadt.[26]

### In Simmern geboren
- Friedrich III. (1515–1576), Kurfürst von der Pfalz
- Reichard von Pfalz-Simmern (1521–1598), Bruder des Kurfürsten, Regent des Herzogtums Simmern
- Christoph von der Pfalz (1551–1574), Sohn des Kurfürsten Friedrich III., fiel bei der Schlacht auf der Mooker Heide
- Peter Joseph Rottmann (1799–1881), Hunsrücker Mundartdichter
- Johann Adolf Lasinsky (1808–1871), Maler und Zeichner
- Lorenz Goetz (1810–1894), Theologe, Politiker und Mitglied der Frankfurter Nationalversammlung
- Otto von Vacano (1827–1897), Jurist und Präsident des Oberlandesgerichts Colmar
- Otto von Westhoven (1834–1916), Beamter und Abgeordneter
- Carl Hilt (1835–1888), Bergbauingenieur
- Eugen Eppstein (1878–1943 im KZ Majdanek), Politiker und Reichstagsabgeordneter
- Hans Becker (1888–1964), Beamter der Schulaufsicht und Politiker (SPD)
- Richard Wolf (1894–1972), Stabsoffizier
- Bernhard Hermkes (1903–1995), Architekt und Stadtplaner
- Hansgerd Schulte (1932–2019), Präsident des DAAD und Germanistikprofessor in Paris
- Rolf Zerfaß (1934–2022), römisch-katholischer Theologe
- Hans-Dieter Roos (* 1937), Fußballspieler und -trainer
- Gerd Danco (1938–2024), Politiker und ehemaliger Regierungspräsident des Regierungsbezirkes Koblenz
- Gerhard Becker (1938–2013), Mathematiker, Mathematikdidaktiker und Mitbegründer des Ökumenischen Gymnasiums Bremen
- Klaus Schatz (* 1938), römisch-katholischer Priester, Theologe und Hochschullehrer
- Franz Dick (* 1943), Psychologe
- Bernd Erbel (* 1947), Diplomat
- Michael Linden (* 1948), Neurologe und Psychotherapeut
- Christoph Spering (* 1959), Dirigent
- Thomas Steffen (* 1961), Jurist, Hochschullehrer, politischer Beamter, Staatssekretär
- Wolfgang Kemmer (* 1966), Schriftsteller und Herausgeber
- Elke Christina Roeder (* 1966), Politikerin
- Andreas Spering (* 1966), Dirigent
- Gerlinde Gräfin von Westphalen (* 1966), Galeristin, Publizistin und Kuratorin
- Dan Zerfaß (* 1968), Kirchenmusiker
- Uwe Kirschstein (* 1977), Politiker (SPD)
- Carsten Braun (* 1978), Komponist
- Alexander Zerfaß (* 1978), katholischer Theologe, Professor für Liturgiewissenschaft
- Meike Anlauff (* 1979), Rock- und Popsängerin
- Carina Konrad (* 1982), Agraringenieurin, Politikerin (FDP) und Bundestagsabgeordnete (MdB)
- Benjamin Sohns (* 1982), Electro-Musiker
- Christopher Lauer (* 1984), Mitglied des Abgeordnetenhauses von Berlin
- Kimberley Unser (* 1985), Köchin

### Mit Simmern verbunden
- Johann Peter Petri (1752–1812), Räuber, genannt Schwarzer Peter oder Der alte Schwarzpeter, Gefährte von Johannes Bückler.
- Johannes Bückler (1779–1803), Räuber, genannt Schinderhannes, 1799 für knapp ein halbes Jahr im Simmerner Stadtgefängnis in Haft.
- Friedrich Hardt (1799–1867), Landrat des Kreises Simmern von 1854 bis 1867.
- Julius Reuß (1814–1883), evangelischer Pfarrer und Superintendent des Kirchenkreises Simmern, 1849 Mitbegründer des Schmiedel.
- Alexander Wenderhold (1844–1901), Landrat des Kreises Simmern von 1875 bis 1894.
- Richard Oertel (1860–1932), evangelischer Theologe und Politiker.
- Jakob Maria Josef Hart (1886–1970), Priester, Dechant und Ehrendomherr, leitete von 1928 bis 1969 die kath. Pfarrei Simmern.
- Albert Reinhard (1916–2015), von 1969 bis 1980 erster Landrat des neu gebildeten Rhein-Hunsrück-Kreises.
- Rudolf Rumetsch (1921–1998), von 1959 bis 1968 letzter Landrat des Landkreises Simmern.
- Rudi Lenz (1931–2023), Sportfunktionär und Träger des Bundesverdienstkreuzes am Bande.
- Wolfgang Rumpf (1936–2006), Forstwirt, Politiker (FDP) und ehemaliger Bundestagsabgeordneter, leitete von 1971 bis 1981 das Forstamt Simmern.
- Armin Jäger (* 1941), von 1980 bis 1988 Landrat des Rhein-Hunsrück-Kreises
- Bertram Fleck (* 1949), von 1989 bis 2015 Landrat des Rhein-Hunsrück-Kreises.
- Gudrun Landgrebe (* 1950), Schauspielerin.
- Andreas Armin d’Orfey (* 1961), international tätiger Künstler und Autor.
- Dorothee Oberlinger (* 1969), Blockflötenvirtuosin, Dirigentin und Professorin am Salzburger Mozarteum, in Simmern aufgewachsen, seit 2016 Ehrenbürgerin der Stadt.[27]
- Ghada Shouaa (* 1972), Leichtathletin und Siebenkämpferin, lebt in Simmern.
- Marlon Bröhr (* 1974), Zahnarzt, Politiker (CDU) und Bundestagsabgeordneter (MdB), von 2015 bis 2021 Landrat des Rhein-Hunsrück-Kreises.
- Felix Blume alias Kollegah (* 1984), Rapper/Musiker, in Simmern aufgewachsen.